# 李敏 (1924年)
李敏（1924年11月5日—2018年7月21日），原名李小凤、李明顺，女，朝鲜族，祖籍朝鲜黄海北道凤山郡（现银波郡），生于黑龙江省汤原县梧桐河村（原属萝北县），中华人民共和国官员，黑龙江原省长陈雷的夫人。

## 生平
1931年，在梧桐河村由崔石泉（崔庸健）领导创建的松东模范小学校学习时，加入列宁主义儿童团。在父兄的影响下，接受革命思想，参加革命工作。1936年冬天，参加东北抗日联军，先后在第六军第四师当战士、炊事员，在军部密营被服厂、临时医院任职。1937年秋，加入中国共产主义青年团。1939年1月，转为中国共产党正式党员。
1940年秋，奉派赴苏联学习，先后在苏联远东地区的东北抗日联军驻地A野营护士排学习医疗及无线电专业技术。1942年8月，东北抗日联军部队编为教导旅（又称“苏联远东红旗军独立第八十八步兵旅”）后，在通讯营当旅部广播员、政治教员、营党支部副书记等职，曾经连续三年获评选为旅优秀战士，获授战斗功勋奖章，从上等兵升为准尉。
1945年8月，随苏联红军进入中国东北后，参加了绥化建政、建军、妇女群众等项工作，曾任黑龙江省军区警卫连副指导员兼党支部书记、北安团县委副书记、黑龙江省中苏友协副总干事长。1952年8月，在中共中央东北局党校学习，毕业后任黑龙江省人民政府文教办副主任、黑龙江省教育厅副处长、厅党组成员。1957年当选为中共黑龙江省第一届党代会代表。
1958年11月到1973年6月，任哈尔滨第一工具厂党委书记兼道外区党委书记处书记等职。1966年文化大革命爆发后，遭受迫害，被投入监狱五年，身心受严重摧残。
1973年到1982年，先后当选为黑龙江省总工会第三、四届副主席、党组副书记，黑龙江省人大第四届常委，中华全国总工会第九届代表、执行委员会委员，第五届全国政协委员。
1982年11月到1987年，历任第五届黑龙江省政协副主席兼中共黑龙江省委统战部副部长，并兼黑龙江省民族事务委员会主任、党组书记，中共黑龙江省第四届委员会候补委员、第五届委员会委员。
1987年到1993年，任第六届黑龙江省政协副主席、党组成员兼黑龙江省政协提案委员会主任、民族宗教委员会主任。离休之后，参与民族、妇女、儿童等事业。2002年，创建“东北抗联精神宣传队”，宣传东北抗联14年奋斗历史，四处访查东北抗联遗址。2008年，获中共萝北县委、萝北县人民政府授予“建县百年功臣”称号。2010年，获得哈尔滨市“百年风采女性”称号。她还曾经获得过俄罗斯政府授予“朱可夫勋章”与“世界反法西斯战争胜利60周年纪念章”。
2018年7月21日3时39分，李敏因病在哈尔滨逝世，享年94岁。

## 著作
- 李敏，风雪征程——东北抗日联军战士李敏回忆录（1924—1949），黑龙江人民出版社，2012年[2]